# Ortona (Schiff)
Die Ortona (I) war ein 1899 in Dienst gestellter Passagierdampfer der britischen Reederei Pacific Steam Navigation Company, der 1906 verkauft und 1910 in Arcadian umbenannt wurde. Am 15. April 1917 wurde das Schiff im Dienst als Truppentransporter von einem deutschen U-Boot im Mittelmeer versenkt, wobei 277 Besatzungsmitglieder und Militärangehörige ums Leben kamen.

## Passagierschiff
Das 7.945 BRT große Dampfschiff wurde bei der Werft Vickers, Sons & Maxim in Barrow-in-Furness gebaut und für den gemeinsamen Australiendienst der Pacific Steam Navigation Company (PSNCo) und der Orient Steam Navigation Company (Orient Line) in Dienst gestellt. Das 152,4 Meter lange und 16,85 Meter breite Passagier- und Postschiff lief am 10. Juli 1899 vom Stapel und wurde auf den Namen Ortona getauft. Es war ein Einzelbau ohne Schwesterschiff. Die Ortona konnte 130 Passagiere Erster Klasse, 162 Zweiter Klasse und 300 Dritter Klasse an Bord nehmen.

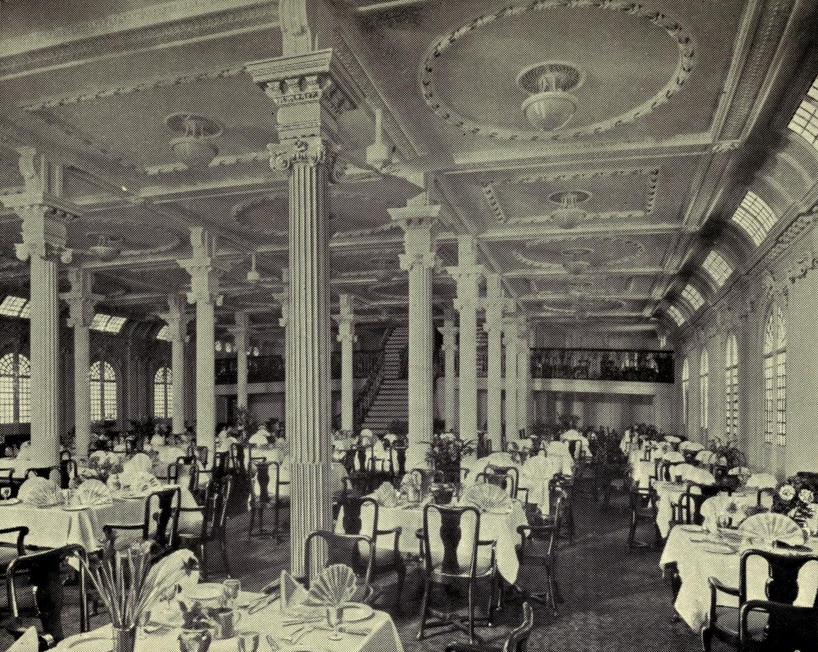
Der Speisesaal Erster Klasse (1913)

Die Ortona hatte zwei Schornsteine, zwei Masten und zwei Propeller und wurde von dreizylindrigen Dreifachexpansions-Dampfmaschinen angetrieben, die 506 nominale PS leisteten. Das Schiff konnte 15 Knoten machen. Am 24. November 1899 lief die Ortona in London zu ihrer Jungfernfahrt über Sues nach Melbourne und Sydney aus. Ab Juni 1902 wurde die Ortona als Truppentransporter im Zweiten Burenkrieg nach Südafrika verwendet, bis sie am 9. Oktober 1903 wieder in den Australiendienst zurückkehrte.
Im Februar 1906 wurde das Schiff zusammen mit dem Rest der Australienflotte der PSNCo von Lord Owen Philipps Royal Mail Line aufgekauft. Am 30. April 1909 lief die Ortona zu ihrer letzten Australienfahrt aus. Anschließend wurde der Dampfer in ein Kreuzfahrtschiff mit Platz für 320 Fahrgäste in einer einzelnen Preisklasse umgebaut und 1910 unter dem neuen Namen Arcadian von der Royal Mail Line in Dienst gestellt. Durch die Umgestaltungen erhöhte sich die Tonnage von bisher 7.945 BRT auf 8.939 BRT.

## Kriegseinsatz und Versenkung
1915 wurde die Arcadian in einen Truppentransporter umgerüstet und mit Bewaffnung versehen. Sie war das Schiff, das als Hauptquartier des britischen Generals Ian Hamilton während der Schlacht von Gallipoli diente. Am 15. April 1917 befand sich das Schiff unter dem Kommando von Kapitän Charles Lane Willets mit 1335 Besatzungsmitgliedern und Truppen auf einer Fahrt von Thessaloniki nach Alexandria. 26 Meilen nordöstlich der griechischen Insel Milos wurde die Arcadian von dem deutschen U-Boot UC 74 (Kapitänleutnant Wilhelm Marschall) torpediert, das sich dem Schiff ungesehen genähert hatte. An Bord hatte gerade eben ein Bootsdrill stattgefunden.
Der Torpedoeinschlag löste so massiven Schaden im Schiffsleib aus, dass die Arcadian innerhalb von sechs Minuten auf der Position 36.50N, 24.50E unterging. Wegen der gerade eben durchgeführten Rettungsübung verlief die Evakuierung geordnet und diszipliniert. 1058 Männer überlebten und wurden von Zerstörern aufgenommen. 277 Menschen kamen bei der Versenkung ums Leben, darunter 19 Offiziere, 214 weitere Ränge und 34 Besatzungsmitglieder. Viele Tote waren dadurch zu beklagen, dass zahlreiche Trümmer und Wrackteile durch den Sog des Schiffes nach unten gezogen wurden und dann wie Geschosse zurück an die Oberfläche schnellten. Auch die Tatsache, dass das Schiff so schnell kenterte und sank, trug zur Anzahl der Todesopfer bei.
Unter den Todesopfern befand sich auch der Bakteriologe Marc Armand Ruffer. Unter den Überlebenden befand sich das Besatzungsmitglied Thomas Threlfall, der auf den Tag genau fünf Jahre zuvor den Untergang der Titanic überlebt hatte.